# Benthopectinidae
Famille
Les Benthopectinidae forment une famille d'étoiles de mer de l'ordre des Notomyotida.

## Liste des genres
Selon World Register of Marine Species (17 décembre 2013) et ITIS (17 août 2015) :
- genre Acontiaster Döderlein, 1921 -- 1 espèce
- genre Benthopecten Verrill, 1884 -- 23 espèces
- genre Cheiraster Studer, 1883 -- 33 espèces
- genre Gaussaster Ludwig, 1910 -- 1 espèce
- genre Myonotus Fisher, 1911 -- 1 espèce
- genre Nearchaster Fisher, 1911 -- 6 espèces
- genre Pectinaster Perrier, 1885 -- 3 espèces
- genre Pontaster Sladen, 1885 -- 1 espèce

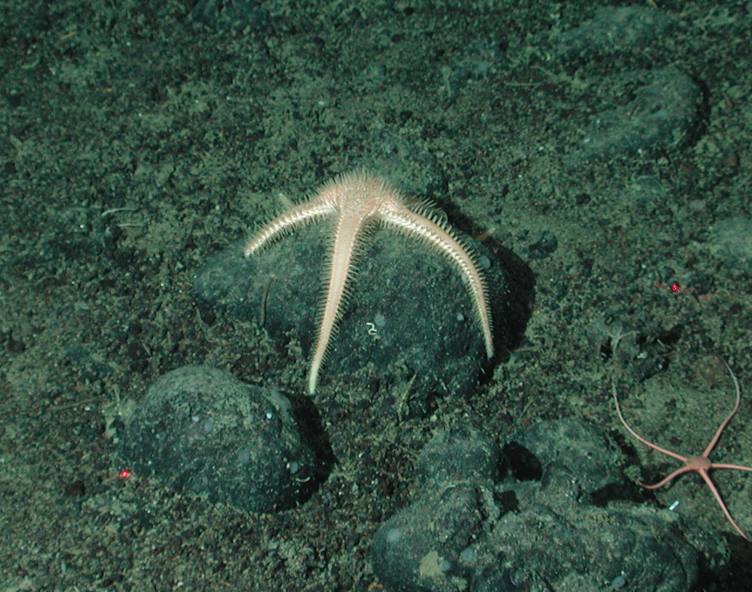
Benthopecten sp.
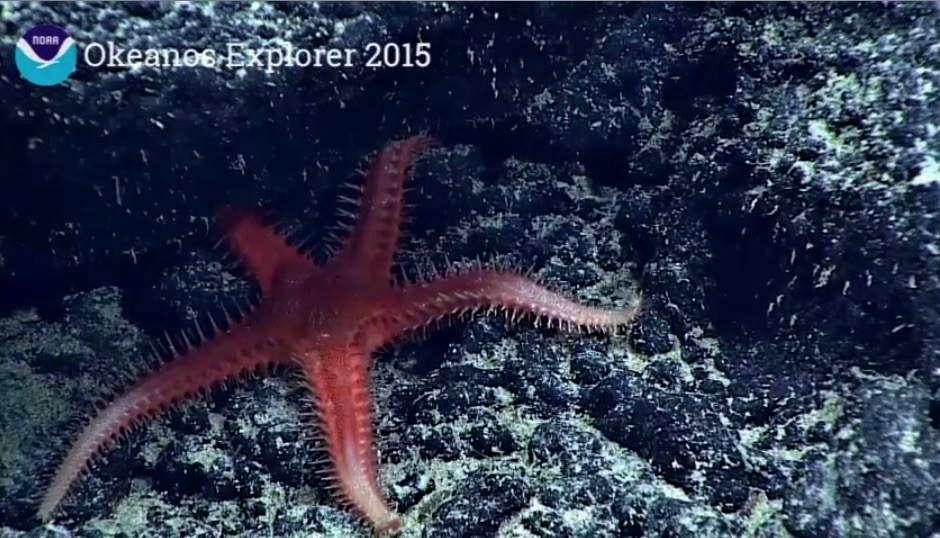
Cheiraster sp.
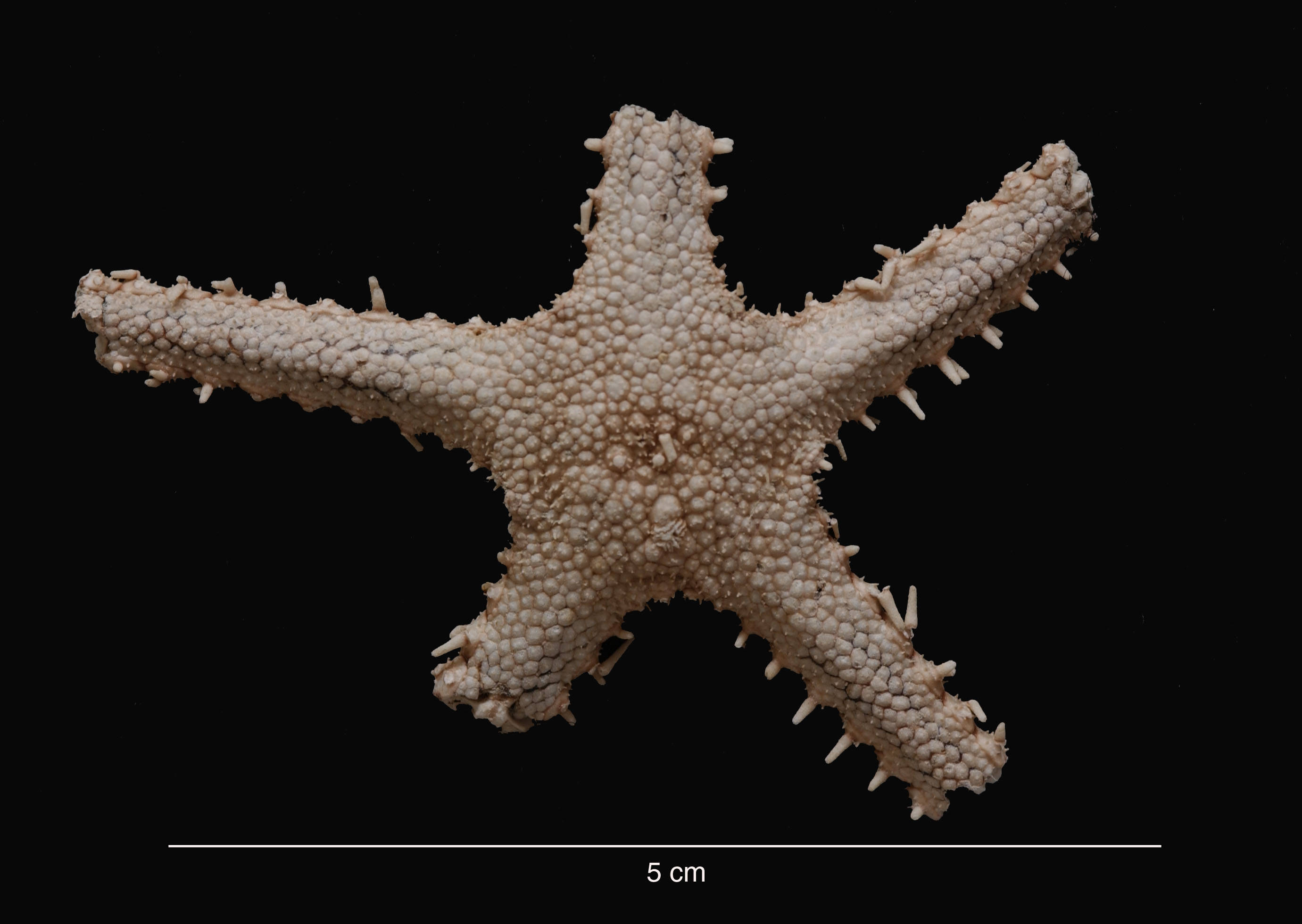
Gaussaster antarcticus (USNM)
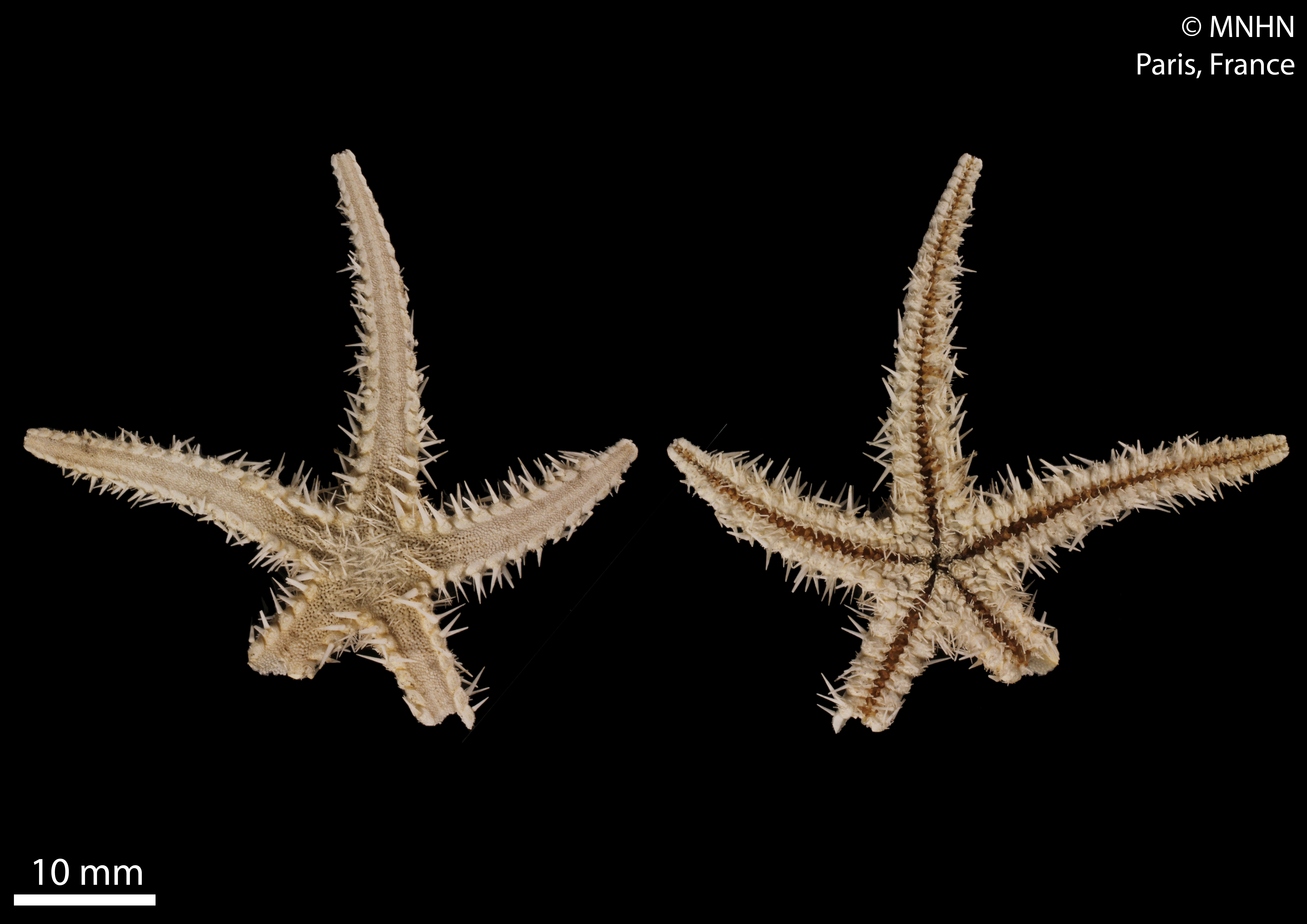
Nearchaster musorstomi (MNHN)
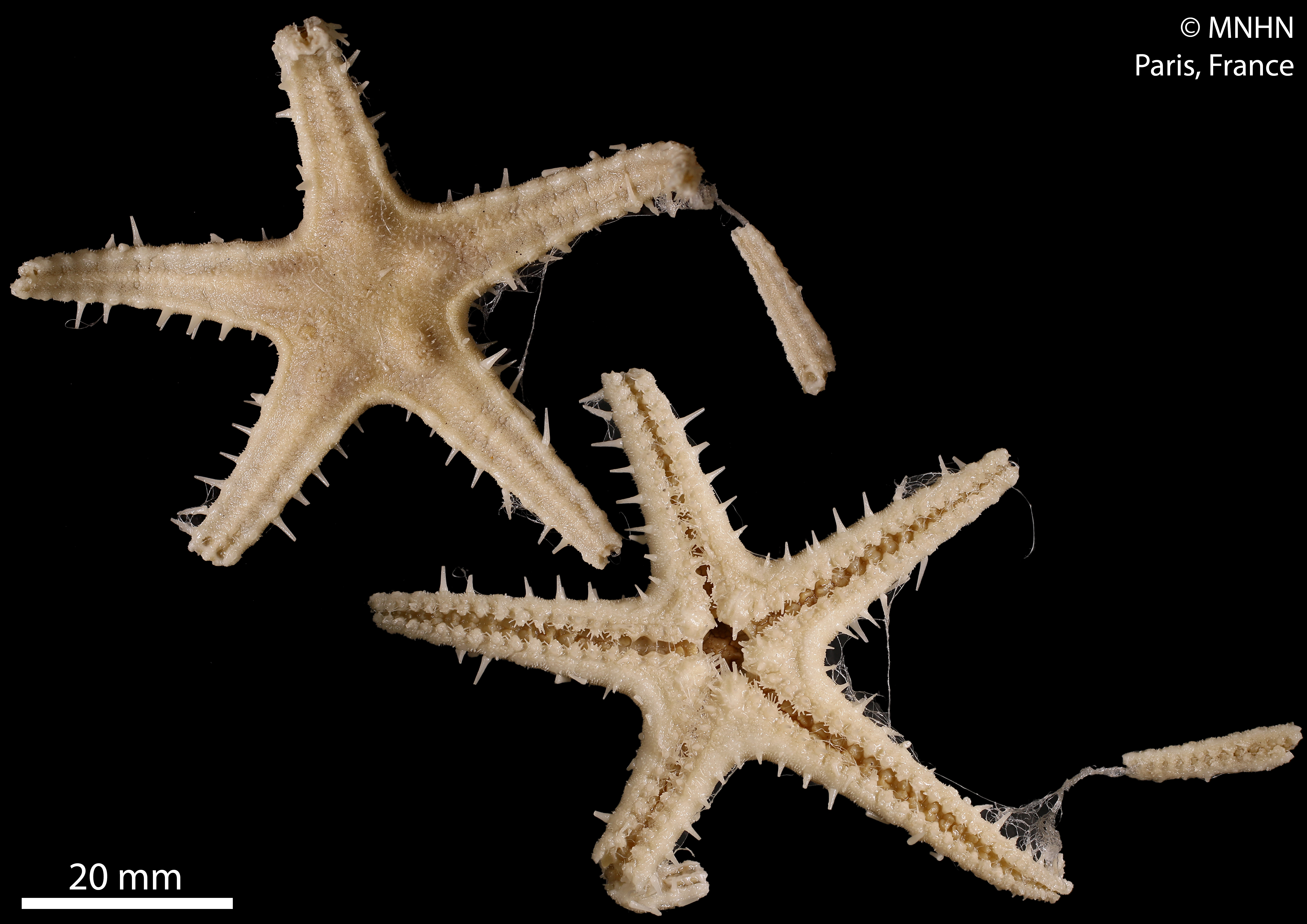
Pectinaster filholi (MNHN)
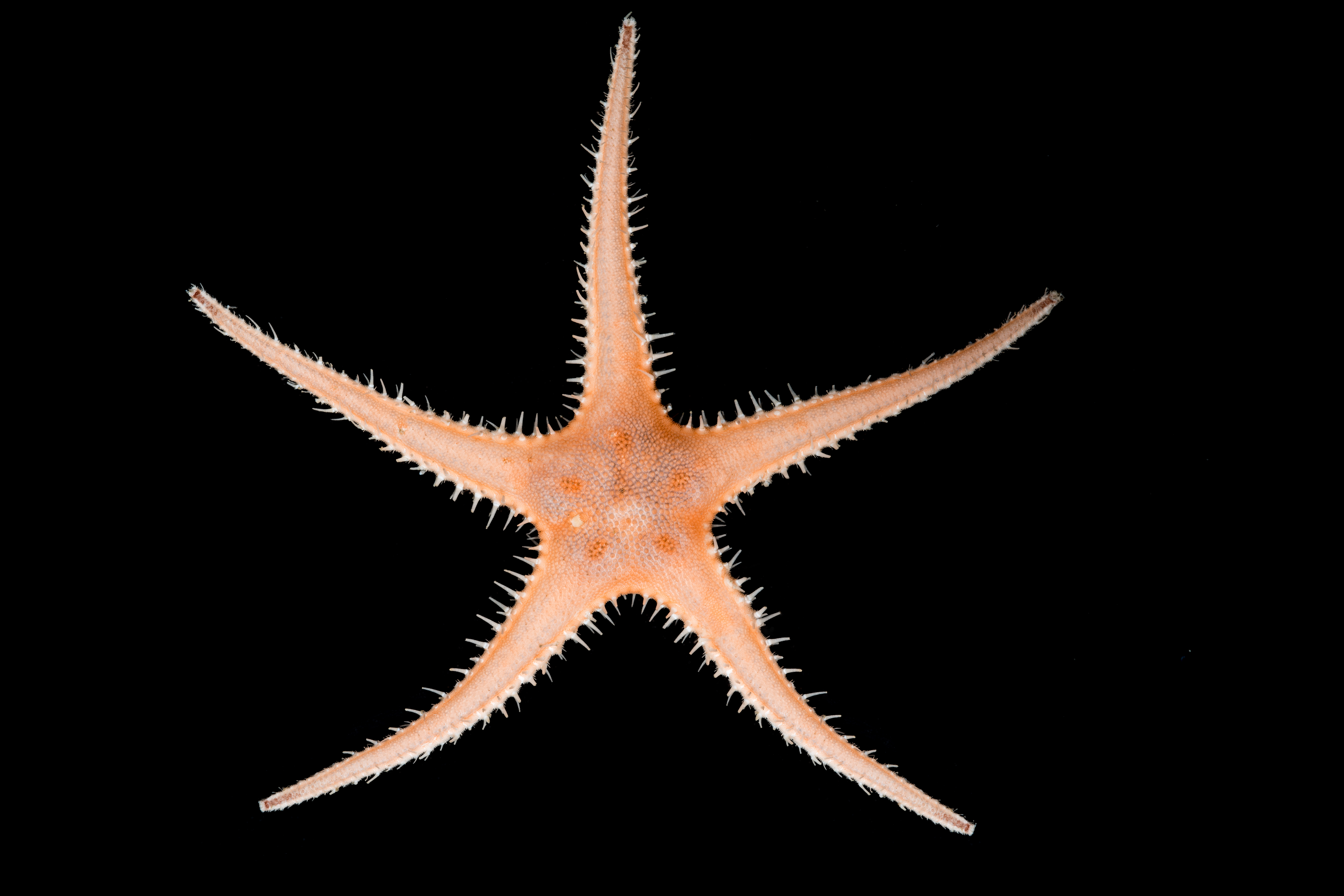
Pontaster tenuispinus (MNHN)